# Derik Osede
Derik Osede Prieto (Madrid, 21 februari 1993) is een Spaans voetballer die bij voorkeur als centrale verdediger speelt. Hij tekende in juli 2015 een contract tot medio 2018 bij Bolton Wanderers, dat hem transfervrij overnam van Real Madrid.

## Clubcarrière
Na tien jaar in de jeugdopleiding van Real Madrid te hebben gevoetbald, debuteerde Osede op 20 oktober 2012 in Real Madrid Castilla. Daarmee speelde hij die dag een wedstrijd in de Segunda División tegen Córdoba CF. In totaal kwam hij tot elf competitiewedstrijden dat seizoen voor Castilla. Hierin bracht hij ook de seizoenen 2013/14 en 2014/15 door. Een officieel debuut in het eerste team bleef uit. Osede tekende in juli 2015 vervolgens een contract tot medio 2018 bij Bolton Wanderers, de nummer achttien van de Championship in het voorgaande seizoen.

## Interlandcarrière
Osede won met Spanje -19 het EK -19 in 2012.